# Trichaulax
- Commons
- Wikispecies

Trichaulax Vollesen, segundo o Sistema APG II, é um género botânico pertencente à família Acanthaceae.

## Espécie
Trichaulax mwasumbii